# Wolfgang Benz
Wolfgang Benz, född 1941 i Ellwangen, är en tysk historiker.
Han är chef för centrumet för antisemitismforskning vid Technische Universität Berlin och sedan 1990 även professor där. Han är medgrundare och utgivare av Dachauer Hefte.  Från 1969 till 1990 var han medarbetare vid Institut für Zeitgeschichte i München. 1992 mottog han Geschwister-Scholl-Preis. Han är författare till många böcker och arbetar nära tillsammans med Bundeszentrale für politische Bildung.